# 100 mm armata przeciwpancerna T-12
100 mm armata przeciwpancerna (T-12) – holowana armata przeciwpancerna konstrukcji radzieckiej.
Armata posiada lufę gładkościenną zakończoną hamulcem wylotowym. Zamek jest półautomatyczny, klinowy o ruchu pionowym. Do strzelania używa się naboi scalonych z pociskami przeciwpancerno-podkalibrowymi, kumulacyjno-odłamkowymi i odłamkowo-burzącymi. 
W warunkach zimowych lub pokonywania błotnistego terenu na koła armaty zakładane mogą być płozy, a ogień może być prowadzony bez ich zdejmowania. Transportowana jest na stanowiska ogniowe ciągnikiem typu MT-L lub MT-LB.